# Priscilla Nzimiro
Priscilla Nzimiro de son nom complet Ada Priscilla Nzimiro est la première femme originaire d'Igboland (Nigéria Est) à obtenir un diplôme de médecin. Elle décède une année après l'obtention de son diplôme de médecine. Sa mort est jugée suspecte par une partie de la population.

## Biographie
Priscilla Nzimiro est née à Port Harcourt dans l'État de Rivers (Nigéria) le 30 avril 1923. Elle est issue d'une famille recomposée aisée. Son père Richard Nzimiro est le premier maire de Port Harcourt de 1956 à sa mort en 1959 et sa mère Mary Nwametu Onumonu (1898-1993) est une femme d'affaires fortunée, activiste et politicienne qui commercialise de l'huile de palme, du sel et de produits manufacturés européens.
En 1945, Priscilla Nzimiro s'inscrit à l'Université de Glasgow pour y suivre des études universitaires et étudier la médecine. Elle était active au sein de l'Union des étudiants africains de l'université où elle était une des premières femmes à occuper un poste de direction et à devenir présidente de l'union en 1947. En 1950, elle obtient son diplôme de médecine et de chirurgie et devient la première femme d'Igboland à obtenir le titre de médecin à l'âge de 26 ans,,,.

## Décès
Le 22 mars 1951, Priscilla Nzimiro meurt à l'Infirmerie royale de Glasgow à l'âge de 27 ans. Sa mort est un choc pour de nombreuses personnes notamment ses parents, sa famille et ses amis. D'après les dossiers médicaux, elle est décédée d'une embolie pulmonaire. Des rapports ultérieurs suggèrent que la cause de sa mort n'est pas naturelle. Elle a été incinérée à Oguta le 27 avril 1951,.

## Mémoire
Après sa mort et afin d'honorer sa mémoire et d'enregistrer ses réalisations dans le domaine de la médecine, la William Wilberforce Academy, la première des deux écoles secondaires créées par ses parents à Oguta en 1945 est rebaptisée Priscilla Memorial Grammar School. En tant que première femme médecin de sa région, Priscilla Nzimiro a inspiré de nombreuses jeunes femmes à faire carrière dans la médecine,.